# Policeman
Policeman (Hebräischer Originaltitel השוטר, translit. Ha-shoter) ist ein israelisches Filmdrama. Es ist der erste Film des israelischen Regisseurs Nadav Lapid und wurde am 9. Juli 2011 in Israel und am 25. Oktober 2012 in Deutschland veröffentlicht. Der Film hat zwei Handlungsstränge, die nacheinander erzählt werden und sich am Ende des Films verbinden. Der erste Teil der Handlung konzentriert sich auf Yaron, ein Mitglied einer Antiterroreinheit der israelischen Polizei. Der andere Handlungsstrang erzählt die Geschichte von Shira, die als Teil einer linksextremistischen Gruppe die Entführung dreier Milliardäre plant und durchführt. Die Handlungsstränge treffen sich, als Yarons Einheit das Geiselversteck stürmt und die Entführer tötet. Im deutschen Fernsehen wurde Policeman unter dem Titel Der Polizist auf arte ausgestrahlt.

## Handlung

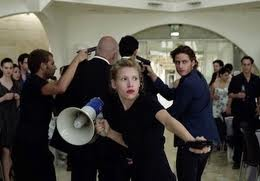
Die Extremisten um Shira entführen drei Milliardäre auf einer Hochzeit

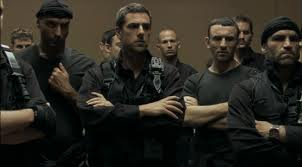
Yaron und seine Einheit vor der Geiselbefreiung

Die erste Dreiviertelstunde des Films porträtiert das Alltagsleben des Elitepolizisten Yaron. Zu Hause versorgt er seine hochschwangere Frau mit geburtsvorbereitenden Massagen, draußen verbringt er die Zeit mit seinen Kameraden aus der Einheit. Ihr Leben ist von zur Schau gestellter Männlichkeit geprägt: Yaron macht morgens Liegestütze, die kurze Fahrt im Aufzug nutzt er für Klimmzüge, ihre Begrüßungsrituale bestehen aus ruppigem Schulterklopfen. Dass Yaron bald Vater wird, hält ihn nicht vom Flirt mit einer Kellnerin ab, die er mit seiner Pistole zu beeindrucken versucht. Yaron droht mit vier weiteren Kameraden eine Anklage vor Gericht, weil sie vor einigen Jahren bei der Festnahme eines arabischen Terroristen Zivilisten erschossen haben. Sie beschließen, dass Ariel alle Schuld auf sich nimmt, da er wegen eines Hirntumors nicht verhandlungsfähig ist, bis der Vorfall verjährt.
Die Handlung um Shira beginnt mit der Zerstörung ihres Autos durch eine Gruppe Punks. Shira beobachtet den Vorfall, greift aber nicht ein. Sie stammt aus der oberen Mittelschicht, verachtet aber den Reichtum ihrer Eltern. Während deren Abwesenheit dient ihr Designerappartement als Treffpunkt einer Gruppe Linksextremer, die die bestehende Weltordnung umstürzen wollen: Es sei Zeit, dass die Reichen sterben. Auch die anderen Aktivisten gehören der israelischen Mittelschicht an. Die Zelle besorgt sich Pistolen, übt das Schießen und formuliert eine Kampfschrift, die sie nach der Entführung von drei Milliardären verlesen wollen. Im Laufe der Handlung hat Shira sexuelle Kontakte mit mehreren Männern, unter anderem in einem Club, an dessen Einlass sie nach Waffen gefragt wird. Sie gibt an, eine Pistole mitzuführen und darf passieren. Kurz vor der Tat gesteht ihr Oded, Sohn eines Kommunisten und Teil der Gruppe, seine Liebe. Shira küsst ihn, liebt aber nur Nathanael, den Anführer ihrer Gemeinschaft, doch dieser sei als Anführer nicht frei für die Liebe. Odeds Vater Michael findet die Waffe im Rucksack seines Sohnes und verlangt, Teil der Aktion zu werden.
Den Terroristen gelingt es, sich auf eine Milliardärshochzeit zu schleichen. Sie bringen zwei Milliardäre, darunter den Brautvater sowie eine Milliardärin in ihre Gewalt und verletzen auf ihrer Flucht den Hochzeitsfotografen. Mit ihren drei Geiseln suchen sie einen Kellerraum auf, wobei die Braut darauf besteht, ihren Vater zu begleiten. Die Geiselnehmer verlangen, dass die drei großen Fernsehsender des Landes Kamerateams entsenden, damit sie ihre Kampfschrift und die Verbrechen der Milliardäre verlesen können, denen sie die Ausbeutung ihrer Arbeiter vorwerfen. Yarons Team wird alarmiert und bereitet die Befreiung der Geiseln vor. Dazu schicken sie zwei Fotografen zu den Geiselnehmern, die sich als Zeitungsjournalisten ausgeben und die im Raum anwesenden Personen fotografieren. Lediglich Shira verdeckt ihr Gesicht und kann so von der Polizei nicht identifiziert werden. Den Entführern ist bewusst, dass sie gestürmt werden und vermutlich nicht überleben, Shira teilt deshalb den Polizisten über ein Megaphon mit, sie seien nicht ihre Feinde, denn auch sie würden unterdrückt. Die Polizisten sind überrascht, dass es sich bei ihren Zielen nicht um Araber handelt, gehen den Einsatz aber routiniert an. Einer von ihnen macht sich noch über Shiras Parolen lustig, nur Yaron scheint abgelenkt zu sein. Unterdessen beginnen im Geiselversteck Wortgefechte zwischen den Geiseln und ihren Entführern, der Brautvater beschimpft die Aktivisten als verzogene Kinder der Mittelschicht, die von der Arbeiterklasse verachtet würden, wofür er geknebelt wird. Shira streitet mit der Braut und wirft ihr vor, eine leere Hülle ohne Persönlichkeit zu sein. Michael versucht, sein eigenes Leben und das seines Sohnes zu retten und Oded zum Verlassen des Kellers zu überreden. Daraufhin erschießt Oded kurzentschlossen den zweiten Milliardär und bricht weinend zusammen. Shira stellt sich noch einmal an die Tür, um über das Megaphon zu den Polizisten zu sprechen, als das Licht ausgeht. Schüsse ertönen, und als das Licht wieder angeht, sind die Entführer bis auf Michael und Oded erschossen. Über jedem steht ein maskierter Polizist. Der Brautvater bedankt sich geschäftsmäßig für die saubere Arbeit, während Yaron erschüttert über der von ihm erschossenen Shira steht, deren Gesicht er jetzt erst sieht.

## Rezeption
Uri Klein von Haaretz hält Policeman für einen der herausforderndsten und interessantesten Filme, die in Israel in den letzten Jahren gedreht wurden. Er sei ein kaltes, distanziertes Porträt, das klug und talentiert geschaffen worden sei und sich des historischen Moments, in dem sich Israel befinde, bewusst sei. Darin unterscheide sich der Film von anderen israelischen Produktionen, die Klein veraltet und losgelöst von ihrer Zeit vorkommen. Insgesamt lasse der Film und insbesondere sein Ende viele Interpretationen zu. Klein lobt die „exzellenten Momente“ und „hervorragenden Dialoge“ sowie die klare Kameraführung. Die taz bezeichnet den Film als „konsequentes Debut“, das ein „unerbittliche[s], illusionslose[s] Bild einer Gesellschaft“ zeichne, die sich seit 20 Jahren auf Benjamin Netanjahu als Ministerpräsidenten festgelegt habe. Policeman hat sechs von zehn Sternen in der Nutzerwertung der Internet Movie Database.

## Auszeichnungen
Policeman erhielt den Jury-Preis auf dem Internationalen Filmfestival von Locarno 2011 und gewann drei Preise auf dem Jerusalem Film Festival. Neben diesen Auszeichnungen gewann der Film auf anderen Festivals sechs andere Preise und wurde für 14 nominiert.